# 2020年阿富汗加茲尼省墜機事件
2020年1月27日，一架隸屬於美国空军的由庞巴迪环球快车生產的E-11A飞机在阿富汗加兹尼省Deh Yak坠毁。飛機上的5人均遇難。

## 事故
这架飞机在阿富汗當地时间2020年1月27日13:10坠毁於阿富汗加兹尼省Deh Yak。坠机现场位於喀布尔西南130（70海里）。該地區是塔利班控制地区。飛機上的五人均遇難。最初有媒體报道是阿里亚纳阿富汗航空的飞机，但该航空公司后来對此予以否認。

## 飞机
出事飛機是美国空军的庞巴迪环球快车E-11A。坠机现场的视频显示飞机編號为11-9358。
塔利班发言人表示他們在加兹尼省击落的一架飛機是隶属美国中央情报局的客机，机上有CIA高级官员。美国军方承認出事的飞机屬於美軍，但否認是被擊落。1月29日，美国国防部承認两名美军飞行员在坠机中身亡。